# Valentin de Boulogne
Valentin de Boulogne, noto anche con la grafia de Boullogne (Coulommiers, 3 gennaio 1591 – Roma, 19 agosto 1632), è stato un pittore francese, interprete del tenebrismo e considerato uno dei principali caravaggisti francesi nonché dei più importanti pittori del Seicento romano.
Completamente dimenticato nel Settecento, come tutti i caravaggisti, il pittore viene riscoperto già a partire dalla critica ottocentesca, in particolare in Francia, dove gli vengono attribuiti tutti i quadri incerti in chiaroscuro. Lo storico dell'arte Federico Zeri lo definisce il più grande dei caravaggeschi. 

## Biografia

### I primi anni in Francia

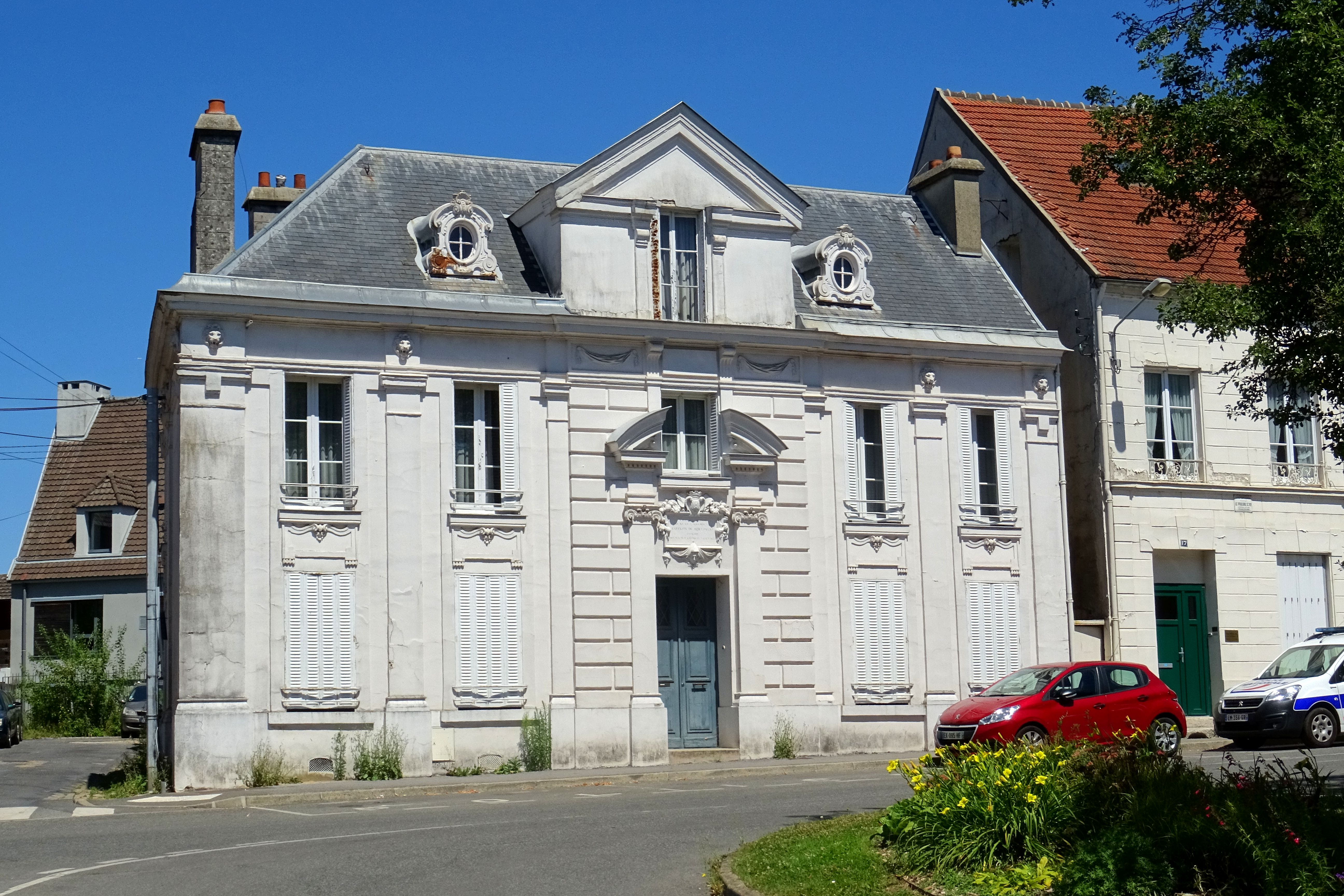
Casa natale di Valentin a Coulommiers

Nato nell'Ile de France a Coulommiers nel 1591 da Valentin senior, pittore e vetraio, e Jeanne de Monthyon, primogenito di tre fratelli (Maria, Jean, pittore anch'egli, e Jacques). Valentin svolge l'apprendistato in Francia, paese che lascerà in un momento imprecisato tra il 1611 e il 1613, senza alcuna opera ascritta a lui in questa fase.

### A Roma

#### Gli esordi con gli artisti olandesi (1613-1620)
Arrivato a Roma qualche anno dopo la scomparsa di Caravaggio, il pittore dovrebbe aver sicuramente appreso la lezione del Merisi vedendo i suoi principali quadri pubblici, quelli su san Matteo in San Luigi dei Francesi, chiesa nazionale dei transalpini a Roma, e quelle sui santi Pietro e Paolo di Santa Maria del Popolo, presso cui il Valentin viveva.
Valentin de Boulogne viene menzionato a Roma da Joachim von Sandrart prima della fine del 1613, prima ancora dell'amico e connazionale Simon Vouet, che a questo punto sarebbe giunto in città successivamente.
Non si sa dove ha svolto la formazione Valentin, di certo si sa che fu attratto dalla pittura di stampo caravaggesco, allora dominante.
Nel 1620 il pittore vive assieme a Gérard Douffet e allo scultore David Lariche presso Santa Maria del Popolo, dove stando alle informazioni del tempo pare venisse ripetutamente ripreso per il costume poco cristiano di vivere. Nel 1621 Valentin figura invece in via Margutta, dov'è registrato anche nel 1623, residente presso la sua abitazione da solo senza famiglia né moglie. Il pittore preferisce la compagnia dei fiamminghi e degli olandesi anziché dei francesi, probabilmente dalle cui frequentazioni in osterie locali trae gli spunti per le numerose scene di genere, di banchetti e concerti che il pittore più volte si troverà a dipingere.
Il pittore è ancora pressoché sconosciuto all'ambiente artistico romano, venendo totalmente dimenticato da Giulio Mancini nelle sue Considerazione sulla Pittura scritte tra il 1617 e il1620. Questa assenza secondo alcuni storici lascia pensare che Valentin de Boulogne non sia effettivamente giunto a Roma nel 1612, come asserisce Sandrart, ma solo successivamente al testo del Mancini, quindi dopo al 1620 circa.

#### La maturità (1620-1630)

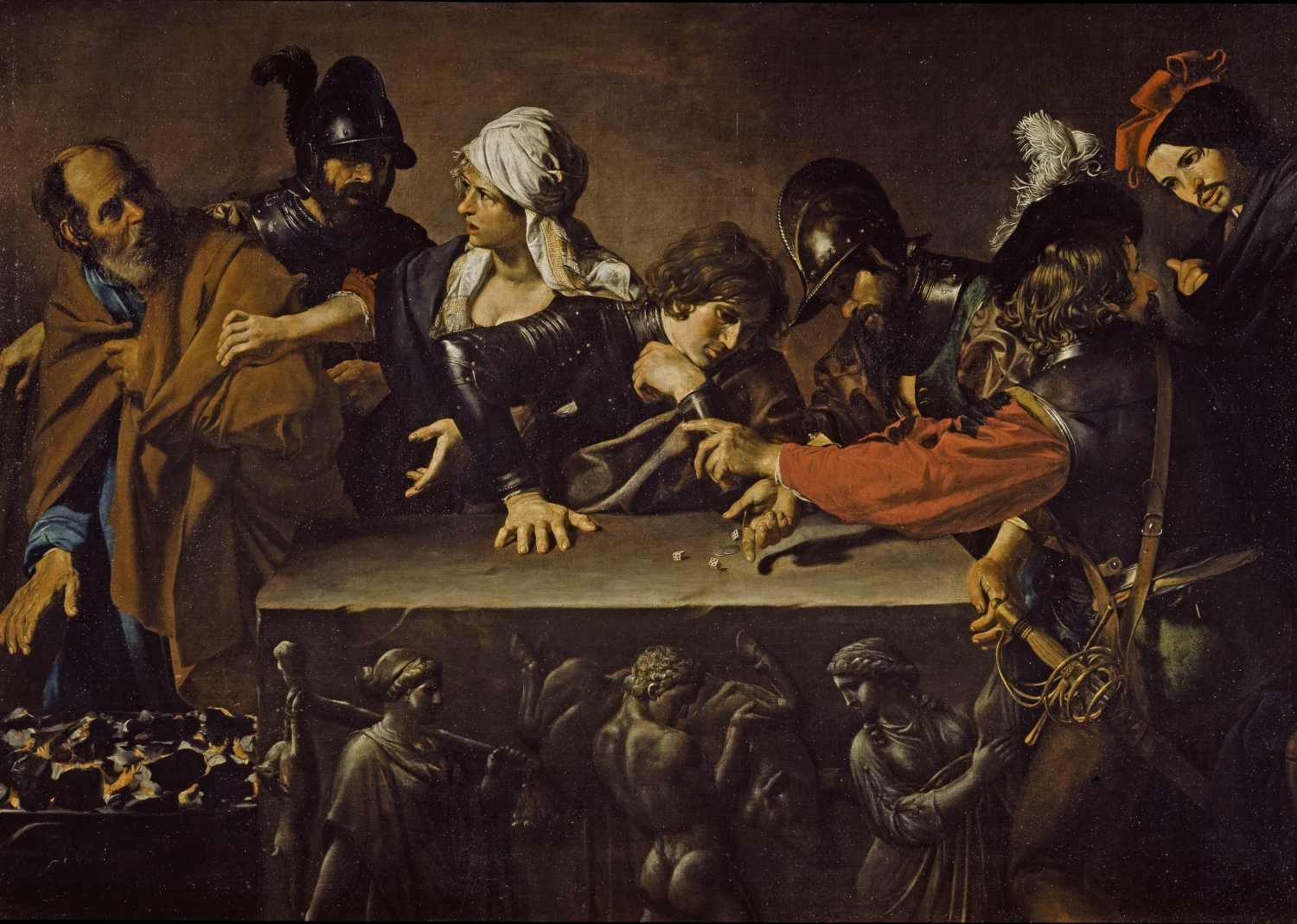
Negazione di Pietro, Fondazione Longhi (Firenze)

Ad ogni modo, entro i primi due decenni il suo la sua pittura doveva guardare e in qualche modo andare di pari passo anche ai caravaggisti di prima generazione giunti a Roma per studiare da vicino la maniera di dipingere dal vero, come i nordici Dirck van Baburen e Gerrit van Honthorst piuttosto che il giovane Jusepe de Ribera. Tuttavia anche la "Manphrediana Methodus" di Bartolomeo Manfredi appare in sintonia con il primo stile di Valentin ancorché in svariate opere giovanili dei due pittori (seppur l'italiano aveva dieci anni in più) oltre a uno stile "di forma" particolarmente similare, specie nei dipinti di genere, caratterizzato da personaggi modellati con buona definizione, i due sembrano prendere spunti da reciproche opere raffigurando composizioni, figure o anche particolari pressoché simili.

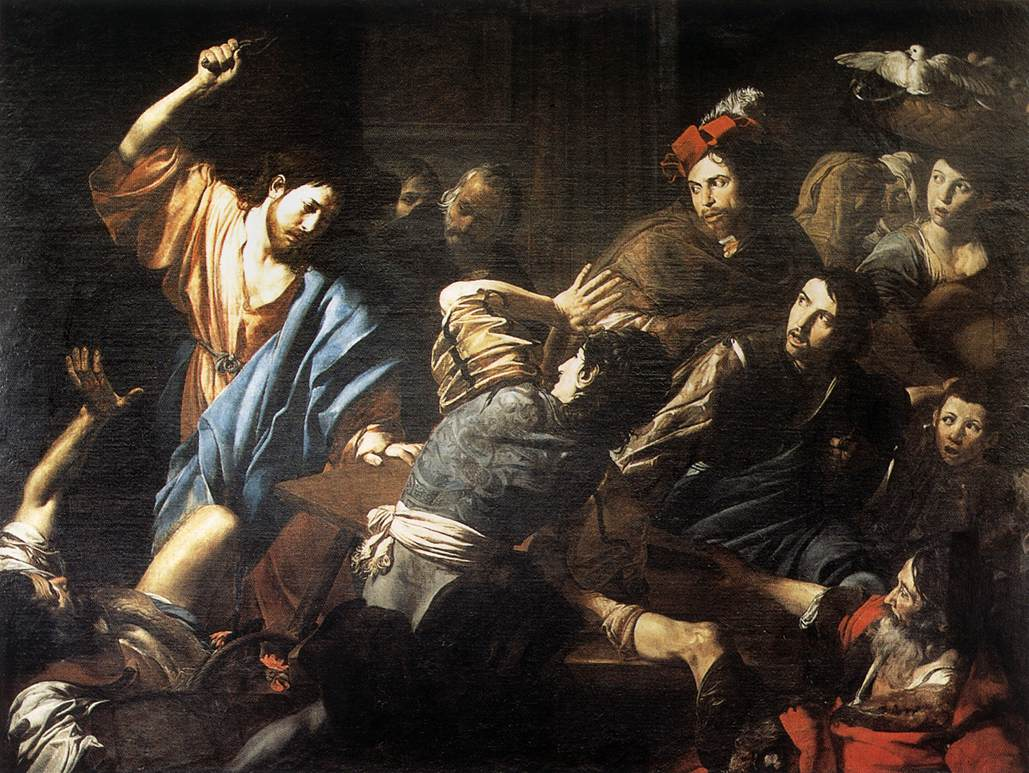
Cacciata dei mercanti dal tempio, palazzo Barberini (Roma)

Sul piano stilistico il francese si scosta nettamente dal Manfredi a partire dal 1620, con la realizzazione del Cristo che scaccia i mercanti dal tempio, opera che segna la maturità dell'artista, dove la concitazione della scena dipinta, l'animazione dei personaggi, la drammaticità dei volti ancorché il piano obliquo su cui è costruita la composizione palesa sul piano qualitativo un "sorpasso" della pittura di Valentin su Manfredi.
La monumentalità delle figure, illuminate non più in maniera piatta dall'alto piuttosto che da un lato, si riscontra anche nelle scene a figura intera del Cristo già in collezione del cardinale Della Corgna di Città della Pieve, sia nella versione con la Maddalena che del pendant con la samaritana, dove sperimenta anche il piano prospettico del "sottinsù", così come nel San Girolamo di Torino, chiaramente in sintonia con la versione di Caravaggio a Malta.

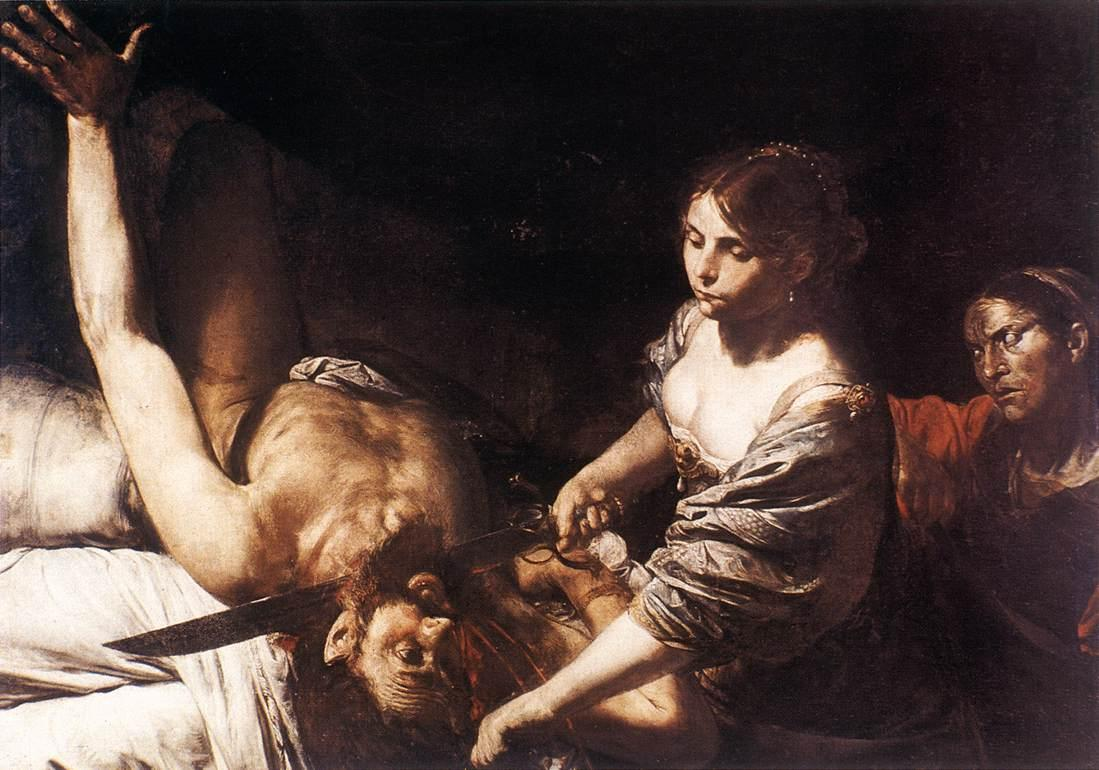
Giuditta e Oloferne, MUŻA (La Valletta)

Tra il 1621 e il 1623 il pittore, così come gli altri artisti del suo filone, pagano il prezzo del pontificato Ludovisi, dove Gregorio XIV, bolognese di nascita, prediligeva i pittori di medesima estrazione, come Domenichino e Guercino, i quali dettarono i nuovi canoni stilistici del barocco romano, che ben presto portarono all'oblio quello del Caravaggio. 
Nel 1624 il pittore entra col soprannome "l'Innamorato" nel sodalizio olandese "Nederlandesche Schilderbent", cosiddetta compagnia dei Bentvueghels, fondata appena un anno prima da Cornelis van Poelenburgh e Bartholomeus Breenbergh in antitesi all'Accademia di San Luca, la più importante istituzione artistica del tempo a cui invece il Valentin non si iscriverà mai.

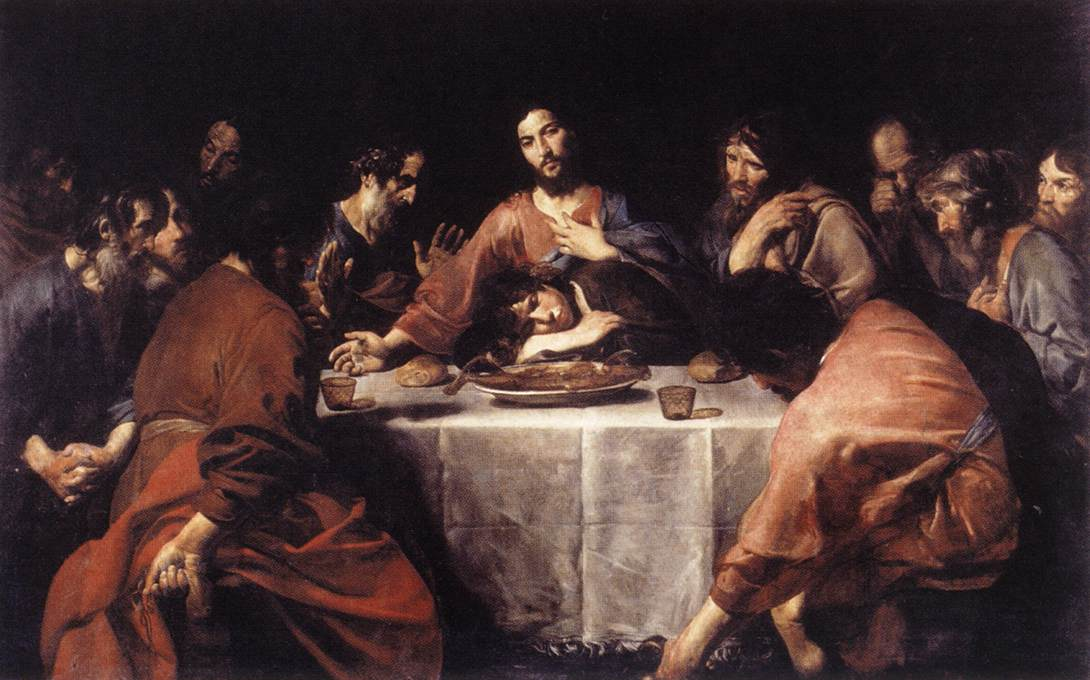
Ultima cena, palazzo Barberini (Roma)

Dal 1626 Valentin de Boulogne si avvicina invece ai connazionali caravaggeschi che soggiornavano a Roma, come Nicolas Tournier, ritenuto da alcuni suo maestro, e più marginalmente, Simon Vouet. Nel frattempo realizza altri capolavori che segnano la definitiva maturità del pittore e la sua consacrazione sul panorama artistico romano: la Giuditta e Oloferne, quadro dal forte impatto emotivo divenuto icona della pittura locale del Seicento con la versione del Caravaggio, sia di Roma che di Tolosa, l'Ultima cena per la collezione Mattei, commissionata da Asdrubale, e altre per collezionisti della cerchia familiare Barberini, famiglia quest'ultima con cui stabilirà un sodalizio che lo consacra nell'ambiente artistico romano. Tra questi figura il cardinale Giulio Mazzarino, che arriva a detenere molte opere del Boulogne, tra cui due scene di Concerto, la prima redazione del Giudizio di Salomone, il Suonatore di liuto (opera che risente ancora della poetica del Vouet) e probabilmente anche il Ritratto di Rafaello Menicucci.
Nel 1627 Valentin vive la svolta artistica: ottiene infatti la protezione di illustri committenti quali i Barberini, di cui grazie all'appoggio del cardinale Francesco, nipote di Urbano VIII, risponde a una serie di commissioni negli anni a seguire.
Il cardinal Barberini affida a Valentin l'incarico di dipingere la monumentale Allegoria dell'Italia, che oggi si trova a Roma all'Istituto finlandese di villa Lante, e di cui è registrato un pagamento del cardinale a titolo di saldo in data 30 marzo 1629, pari a 113 scudi.
Realizza poi per il porporato anche un David (oggi in collezione privata americana) e una Decollazione di Battista, che doveva decorare un altare della chiesa dedicata al santo a Roviano, ma che poi rimase nella collezione Barberini per poi confluire dapprima in collezione Sciarra, dov'è registrata fino al 1854, e attualmente dispersa.
Nel 1628 esegue un ritratto del cardinale, oggi perduto, mentre nel 1629 per la basilica di San Pietro viene realizzata quella che è la sua commessa più prestigiosa, il Martirio dei santi Processo e Martiniano, pagato 350 scudi dal cardinale per ornare uno degli altari della basilica di San Pietro.
Le commesse del cardinal nipote continuarono anche nel 1630, con il Sansone (oggi a Cleveland) quale pendant del precedente David. A questa si aggiunsero le due tele che probabilmente dovettero essere commissionate da Angelo Giori, segretario dell'allora cardinale Maffeo Barberini, futuro papa Urbano VIII, che si occupò di finanziare i lavori a Camerino per la chiesa di Santa Maria in Via, il San Giovanni Battista e il San Girolamo, che costituiscono altri due capolavori della ritrattistica naturalista della maturità del Valentin.

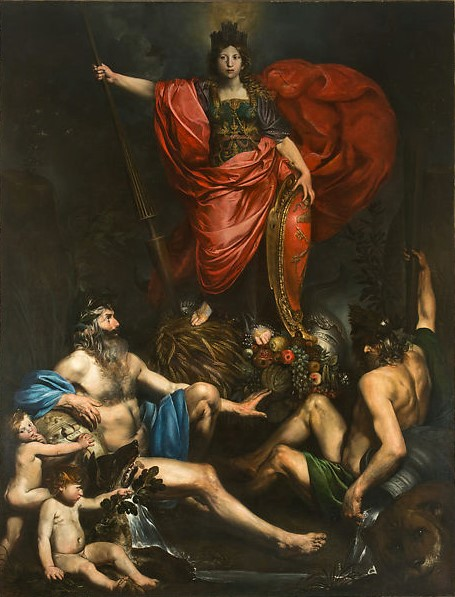
Allegoria dell'Italia, villa Lante (Roma)
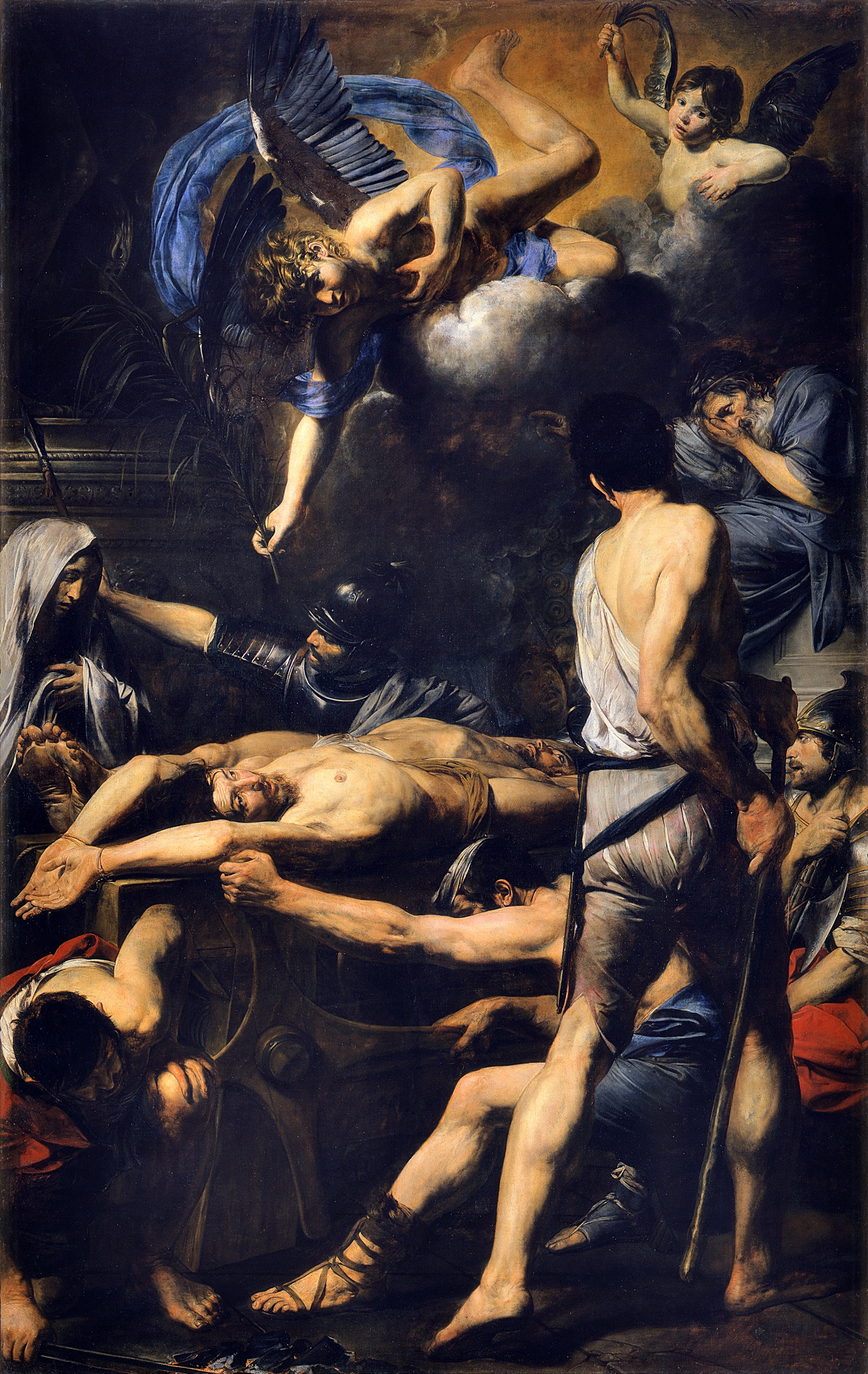
Martirio dei santi Processo e Martiniano, Musei vaticani (Città del Vaticano)
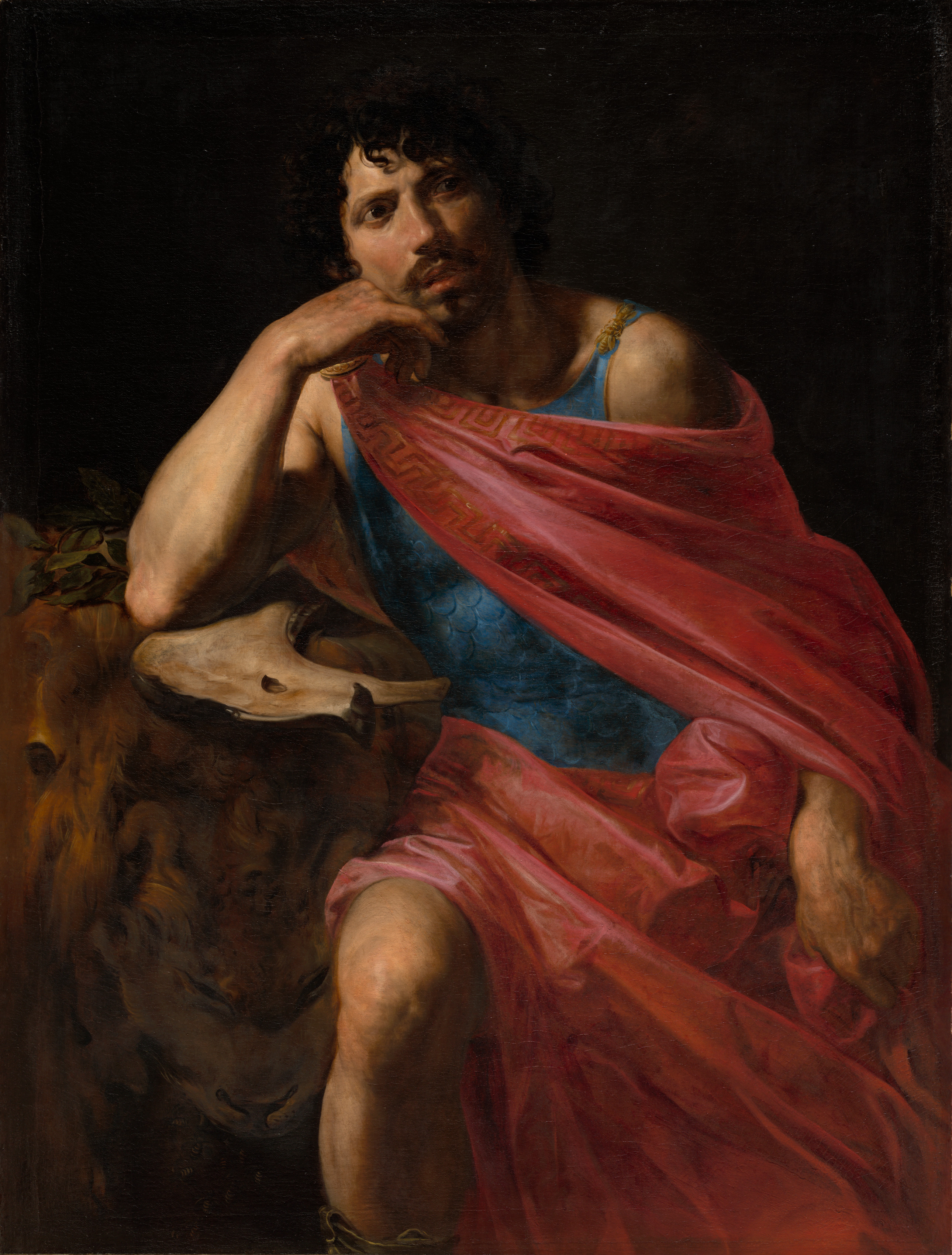
Sansone, Museum of Art (Cleveland)
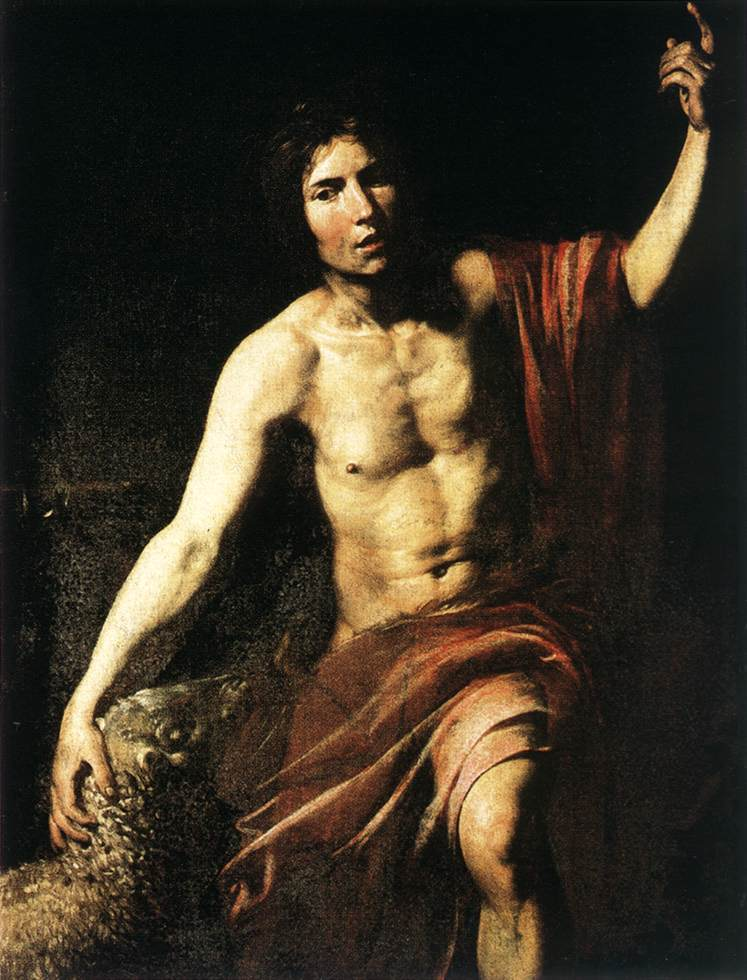
San Giovanni Battista, Chiesa di Santa Maria in Via (Camerino)
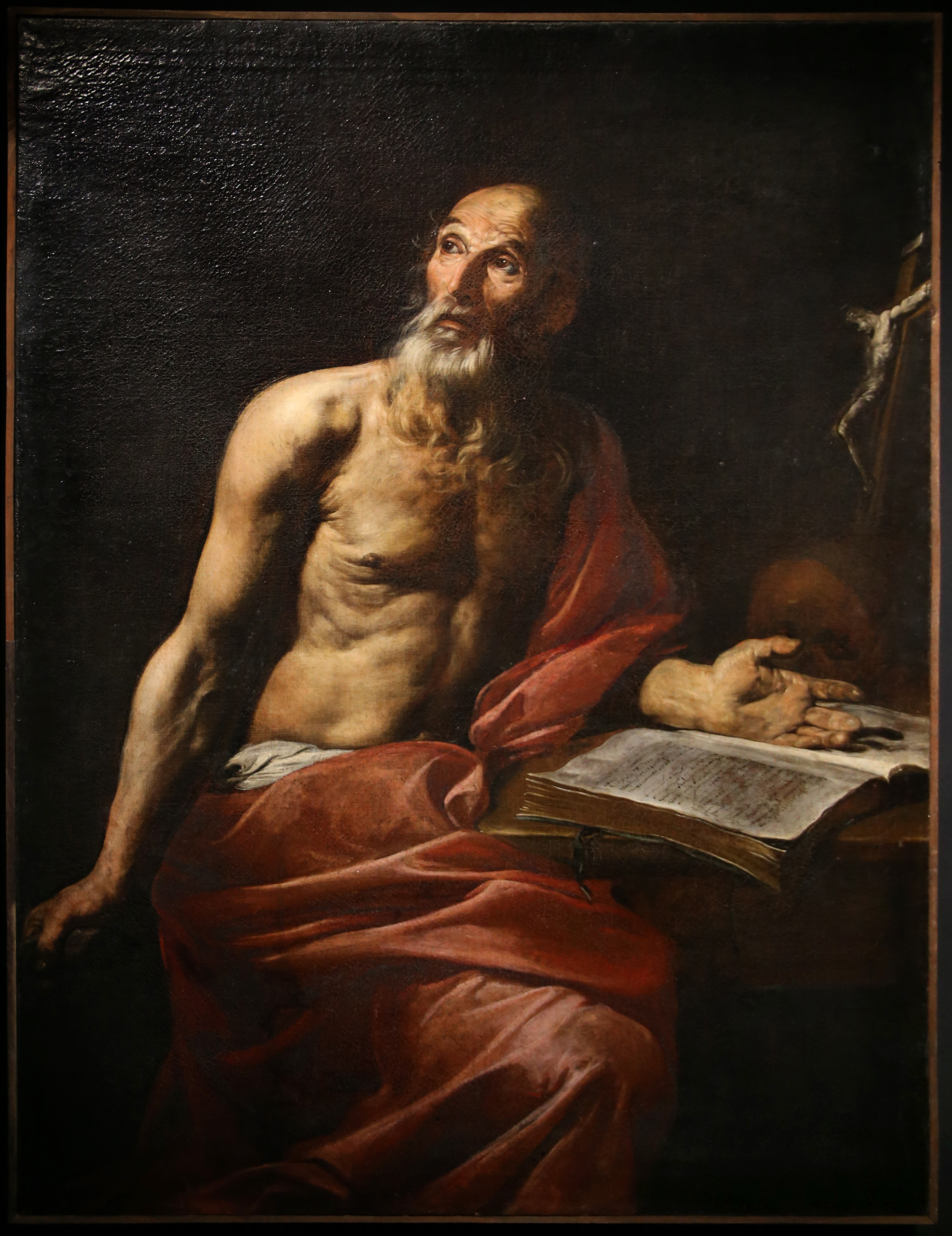
San Girolamo, Chiesa di Santa Maria in Via (Camerino)

Insieme ad altri artisti, quali Nicolas Poussin, Alessandro Turchi e Giovanni Lanfranco fu implicato nello scandalo legato a Fabrizio Valguarnera e come tale fu chiamato a processo nel luglio del 1631. Il Valguarnera era un medico che si macchiò di furto ed assassinio: rubò infatti un'ingente partita di diamanti e pietre preziose provenienti dalle Indie e dirette in Spagna che poi usava smerciare ai suoi interlocutori nelle questioni di affari.

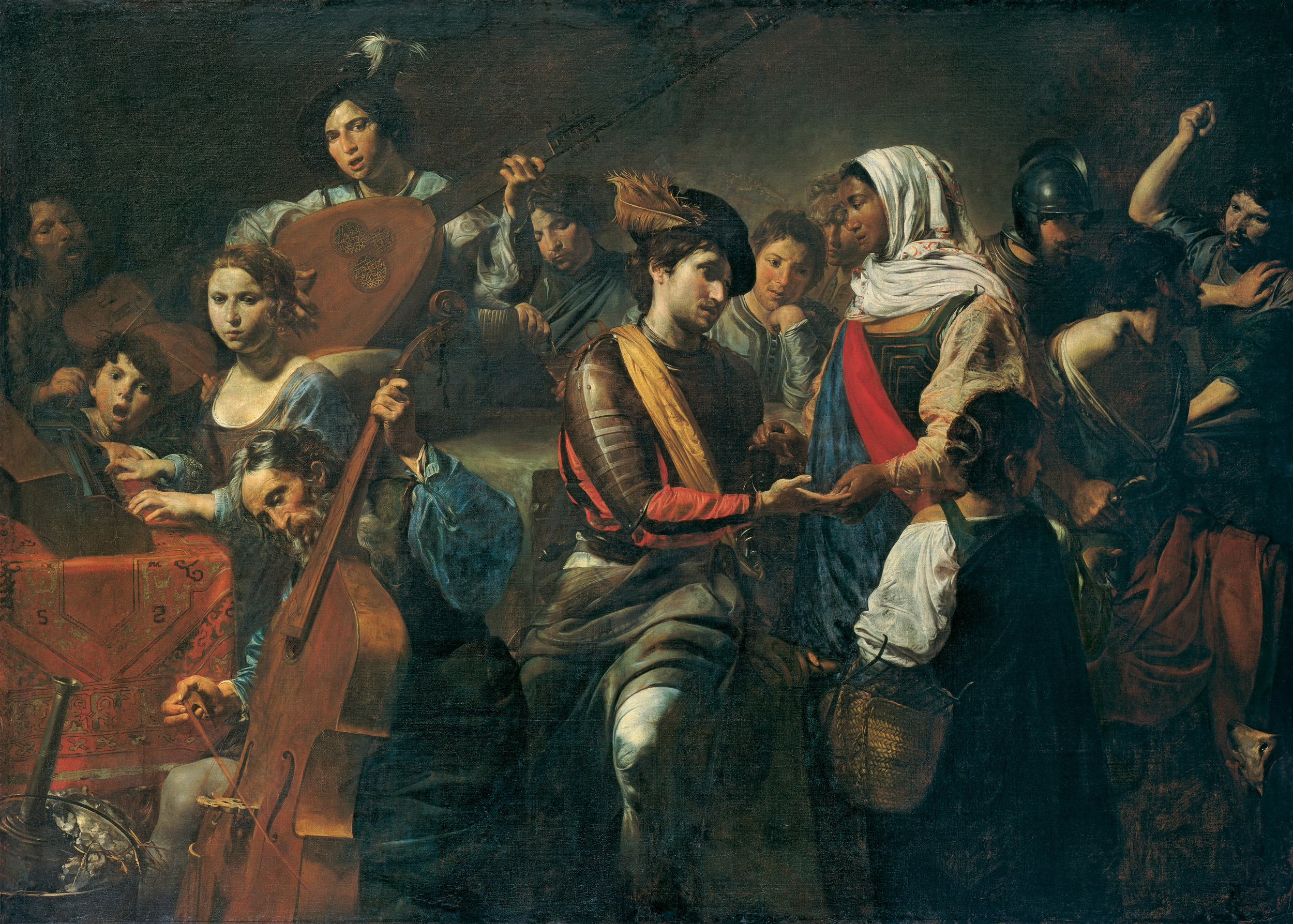
Concerto con buona ventura, Liechtenstein Museum (Vienna)

Valentin è registrato quindi a depositare la sua versione nel processo: Il pittore dichiara che aveva effettivamente lavorato per il nobile siciliano, realizzando un Concerto con indovina, oggi a Toronto, un'Allegoria dei cinque sensi, andata perduta, e poco prima del processo, un Giudizio di Salomone realizzato negli anni '20 e oggi a palazzo Barberini.
Tuttavia il pittore riferisce di esser stato sempre pagato in denaro per le sue opere e mai con diamanti (cosa che avvenne invece per il Lanfranco).

#### La morte improvvisa (1632)
Frequentatore assiduo di taverne, che riprese in svariati dipinti con scene di osteria, concerti e situazioni di gioco, il pittore muore nel 1632 all'età di quarant'uno anni.
Stando alle parole del pittore e storico Giovanni Baglione, Valentin sarebbe morto nell'agosto di quell'anno dopo una serata passata in una taverna assieme agli amici a mangiare, bere e dopo aver «preso gran tabacco». Il pittore avrebbe successivamente avvertito un forte bruciore interiore che provò a sanare rinfrescandosi nella fontana del Babuino, azione questa che gli avrebbe invece causato la febbre che da lì a qualche giorno lo spense definitivamente.
Morto Valentin pressoché giovane senza particolari ricchezze economiche, tant'è che il funerale tenuto in Santa Maria del Popolo fu addirittura finanziato da Cassiano dal Pozzo, solo dopo il decesso le sue quotazioni salgono vertiginosamente. Nel giro di qualche mese si assiste alla quadruplicazione dei prezzi delle sue opere d'arte che, in breve tempo, si esauriscono nel mercato d'antiquariato venendo acquistate dai principali collezionisti del tempo romani ma anche francesi (Everhard Jabach nella sua collezione, che poi confluirà in quella di Luigi XIV, arriverà ad avere ben 10 opere del pittore).
Nelle Vite de' pittori del 1642, appena dieci anni dopo la morte, Giovanni Baglione scrive con elogio l'attività del Valentin: «Non si deve passar con silenzio la memoria di Valentino Francese, il quale andaua imitando lo stile di Michelagnolo da Caravaggio, dal naturale ritrahendo. Faceua quest'huomo le sue pitture con buona maniera, e ben colorite a olio, e tocche con fierezza: e i colori a oglio ben' impastava». Il Bellori riconosce nelle sue Vite de' pittori del 1672 il de Boulogne una posizione immediatamente successiva al Ribera e prima del van Honthorst.
Filippo Baldinucci nelle Notizie de' professori del disegno del 1681 informa che «Valentino nativo di Birè non lungi da Parigi, imitò molto il Caravaggio, al quale fu similissimo nel genio di rappresentare nelle sue tele suoni, giuochi, zingane, e simili, e nel tempo di Urbano VIII dipinse per la vaticana basilica una delle minori tavole, che fu quella del martirio de' santi Processo e Martiniano».